# Стрибки у воду на Чемпіонаті світу з водних видів спорту 2022 — змішана синхронна вишка, 10 метрів
Змагання зі стрибків у воду зі змішаної синхронної десятиметрової вишки на Чемпіонаті світу з водних видів спорту 2022 відбулися 1 липня 2022 року.

## Результати
Фінал розпочався о 19:00 за місцевим часом.
| Місце | Країна         | Стрибуни                               | Очки   |
| ----- | -------------- | -------------------------------------- | ------ |
| 1     | Китай          | Дуань Юй Жень Цянь                     | 341.16 |
| 2     | Україна        | Олексій Середа Софія Лискун            | 317.01 |
| 3     | США            | Карсон Тайлер Ділейні Шнелл            | 315.90 |
| 4     | Німеччина      | Лоу Массенберг Елена Вассен            | 286.38 |
| 5     | Італія         | Едуард Тімбретті Сара Джодойн Ді Марія | 269.34 |
| 6     | Куба           | Карлос Рамос Аніслей Гарсія            | 263.91 |
| 7     | Південна Корея | Yi Jaeg-yeong Чо Ин-бі                 | 249.39 |
| 8     | Франція        | Ґері Гант Жад Жиллє                    | 246.39 |
| 9     | Австралія      | Домонік Бедгуд Мелісса Ву              | 243.12 |